# Willy Danek
Wilhelm „Willy“ Danek (* 8. Oktober 1904 in Wien; † Mai 1972 ebenda) war ein österreichischer Schauspieler bei Bühne und Film.

## Leben und Wirken
Danek besuchte im Wien der 1920er Jahre eine Theaterschule und trat anschließend bis 1945 als Chorsänger, Tänzer und schließlich Schauspieler in der österreichischen, deutschen und tschechischen Bühnenprovinz (u. a. in Eger, Brieg und Mährisch-Ostrau) auf. 1944/45 wirkte er, um der Einberufung zu entgehen, auch in einer Reihe von Filmen wie Die Kreuzlschreiber mit. In Österreichs erstem Nachkriegsfilm Der weite Weg trat Willy Danek gleichfalls auf. Bereits 1954 war seine Filmkarriere weitgehend beendet. Auch Festengagements an Theatern sind in Daneks späteren Lebensjahren kaum mehr festzustellen.

## Filmografie
- 1927: Der Rastelbinder
- 1937: Premiere
- 1944/49: Das Gesetz der Liebe
- 1944/50: Die Kreuzlschreiber
- 1944/50: Schuß um Mitternacht
- 1946: Der weite Weg
- 1948: Der Herr Kanzleirat
- 1948: Die Sonnhofbäuerin
- 1948: Anni
- 1949: Hexen
- 1951: Nacht am Mont Blanc
- 1953: Kaiserwalzer
- 1954: Der rote Prinz
- 1954: Hochstaplerin der Liebe
- 1970: Gejodelt wird zuhause